# Liste der Naturdenkmale in Katzwinkel (Sieg)
Die Liste der Naturdenkmale in Katzwinkel (Sieg) nennt die im Gemeindegebiet von Katzwinkel (Sieg) ausgewiesenen Naturdenkmale (Stand 15. Februar 2024).

## Naturdenkmale
| Nr.         | Bezeichnung                                  | Lage                            | Beschreibung     | Bild                                    |
| ----------- | -------------------------------------------- | ------------------------------- | ---------------- | --------------------------------------- |
| ND-7132-412 | Buche an der Alten Poststraße                | Alte Poststraße, bei Nr. 1 Lage | Fagus sylvatica  | Direkt Bild zu diesem Denkmal hochladen |
| ND-7132-414 | Linde auf dem Grundstück des Herrn Dr. Klein | Knappenstraße, bei Nr. 38 Lage  | Tilia sp.        | Direkt Bild zu diesem Denkmal hochladen |
| ND-7132-416 | Alte Hainbuche in Schönborn                  | Schönborn, bei Nr. 4 Lage       | Carpinus betulus | Direkt Bild zu diesem Denkmal hochladen |